# Sudamerlycaste
Sudamerlycaste es un género con 41 especies de orquídeas epifitas. Es originario del Caribe y Sudamérica tropical. El género fue denominado así por el Botánico Freddy Leonel Archila Morales luego de múltiples análisis de ADN. 

## Especies deSudamerlycaste
1. Sudamerlycaste acaroi  (Oakeley) Archila (2009)
2. Sudamerlycaste andreettae  (Dodson) Archila (2002)
3. Sudamerlycaste angustitepala  (Oakeley) Archila (2009)
4. Sudamerlycaste ariasii  (Oakeley) Archila (2009)
5. Sudamerlycaste barringtoniae  (Sm.) Archila (2002)
6. Sudamerlycaste barrowiorum  (Oakeley) Archila (2009)
7. Sudamerlycaste castanea  (Oakeley) Archila (2009)
8. Sudamerlycaste ciliata  (Ruiz & Pav.) Archila (2002)
9. Sudamerlycaste cinnabarina  (Lindl. ex J.C.Stevens) Archila (2002)
10. Sudamerlycaste cobbiana  ([8B.S.Williams]]) Archila (2002)
11. Sudamerlycaste costata  (Lindl.) Archila (2002)
12. Sudamerlycaste diastasia  (D.E.Benn. & Oakeley) Archila (2002)
13. Sudamerlycaste dunstervillei  (Bergold) Archila (2002)
14. Sudamerlycaste dyeriana  (Sander ex Mast.) Archila (2002)
15. Sudamerlycaste ejirii  (Oakeley) Archila (2009)
16. Sudamerlycaste fimbriata  (Poepp. & Endl.) Archila (2002)
17. Sudamerlycaste fragans  (Oakeley) Archila (2002)
18. Sudamerlycaste fulvescens  (Hook.) Archila (2002)
19. Sudamerlycaste gigantea  (Lindl.) Archila (2002)
20. Sudamerlycaste grandis  Archila (2002)
21. Sudamerlycaste heynderycxii  ([[E.Morren]9) Archila (2002)
22. Sudamerlycaste hirtzii  (Dodson) Archila (2002)
23. Sudamerlycaste jamesiorum  (Oakeley) Archila (2009)
24. Sudamerlycaste jimenezii  (Oakeley) Archila (2009)
25. Sudamerlycaste lacheliniae  (Oakeley) Archila (2009)
26. Sudamerlycaste laciniata  (Oakeley) Archila (2009)
27. Sudamerlycaste lanipes  (Lindl.) Archila (2002)
28. Sudamerlycaste lata  (Rolfe) Archila (2002)
29. Sudamerlycaste linguella  (Rchb.f.) Archila (2002)
30. Sudamerlycaste lionetii  (Cogn. & A.Gooss. ex Oakeley) Archila (2009)
31. Sudamerlycaste locusta  (Rchb.f.) Archila (2002)
32. Sudamerlycaste maxibractea  (D.E.Benn. & Oakeley) Archila (2003)
33. Sudamerlycaste munaensis  (Oakeley) Archila (2009)
34. Sudamerlycaste nana  (Oakeley) Archila (2003)
35. Sudamerlycaste peruviana  (Rolfe) Archila (2003)
36. Sudamerlycaste priscilae  (I.Portilla ex Oakeley) Archila (2009)
37. Sudamerlycaste reichenbachii  (Gireoud ex Rchb.f.) Archila (2003)
38. Sudamerlycaste rikii  (Oakeley) Archila (2009)
39. Sudamerlycaste rossyi  (Hoehne) Archila (2003)
40. Sudamerlycaste shigerui  (Oakeley) Archila (2009)
41. Sudamerlycaste uribei  (Oakeley) Archila (2009)

## Nothospecies deSudamerlycaste
1. Sudamerlycaste × monopampanensis (Oakeley) Archila (2009)  = (Sudamerlycaste cinnabarina × Sudamerlycaste grandis)
2. Sudamerlycaste × tornemezae (Oakeley) Archila, (2009)  = (Sudamerlycaste costata × Sudamerlycaste fimbriata)
3. Sudamerlycaste × troyanoi (Oakeley) Archila (2009)  = (Sudamerlycaste grandis × Sudamerlycaste reichenbachii)